# Бошен (Орн)
Бошен (фр. Beauchêne) насеље је и општина у северној Француској у региону Доња Нормандија, у департману Орн која припада префектури Аржантан.
По подацима из 2011. године у општини је живело 249 становника, а густина насељености је износила 23,9 становника/km². Општина се простире на површини од 10,42 km². Налази се на средњој надморској висини од 228 метара (максималној 277 m, а минималној 147 m).

## Демографија
| 1962. | 1968. | 1975. | 1982. | 1990. | 1999. | 2011. |
| ----- | ----- | ----- | ----- | ----- | ----- | ----- |
| 283   | 323   | 256   | 223   | 213   | 207   | 249   |

График промене броја становника у току последњих година